# Feggesund
Feggesund er navnet på farvandet mellem nordspidsen af Mors og Han Herred ved Thy, som forbinder Thisted- og Løgstør Bredninger i Limfjorden. Den største dybde er 20 m, ved indløbene 7 m. Der er en lille bilfærge (indtil 2012 var færgen M/F Sallingsund, derefter M/F Feggesund) der tager ca. 5 minutter over sundet. 